# بیستمین دوره جوایز بفتا
 بیستمین دوره جوایز بفتا (به انگلیسی: 20st British Academy Film Awards) در سال ۱۹۶۷ به افتخار فیلم ۱۹۶۶ در لندن برگزار شد . 

## جوایز و نامزدها
| ۱۹۶۶ 20th                    |                                   |                               |
| بهترین بازیگر مرد بریتانیایی |                                   |                               |
| ریچارد برتون                 | The Spy Who Came in from the Cold | Alec Leamas                   |
| ریچارد برتون                 | چه کسی از ویرجینیا وولف می‌ترسد؟   | George                        |
| مایکل کین                    | الفی                              | Alfred "Alfie" Elkins         |
| رالف ریچاردسون               | دکتر ژیواگو                       | Alexander "Sasha" Gromeko     |
| رالف ریچاردسون               | Khartoum                          | ویلیام اوارت گلدستون          |
| رالف ریچاردسون               | The Wrong Box                     | Joseph Finsbury               |
| David Warner                 | مورگان- یک مورد پایدار در درمان   | Morgan Delt                   |
| بهترین بازیگر مرد خارجی      |                                   |                               |
| راد استایگر                  | The Pawnbroker                    | Sol Nazerman                  |
| ژان پل بلموندو               | پیرو خله                          | Ferdinand Griffon / "Pierrot" |
| سیدنی پوآتیه                 | تکه‌ای آبی                         | Gordon Ralfe                  |
| اوسکار ورنر                  | جاسوسی که از سردسیر آمد           | Fiedler                       |

- بهترین بازیگر نقش اول زن خارجی  ژن مورو
- بهترین بازیگر نقش اول زن بریتانیا  الیزابت تیلور
- بهترین فیلم چه کسی از ویرجینیا وولف می‌ترسد؟
- بهترین فیلم بریتانیا The Spy Who Came in from the Cold
- بهترین فیلم بریتانیا مورگان، بیمار مناسبی برای درمان